# Identidad (matemática)

La Identidad de Euler

En matemáticas, una identidad es la constatación de que dos objetos que matemáticamente se escriben diferente, son de hecho el mismo objeto. En particular, una identidad es a una igualdad entre dos expresiones, lo que es cierto sean cuales sean los valores de las distintas variables empleadas. Las identidades, al confirmarse invariablemente su igualdad, suelen utilizarse para transformar una expresión matemática en otra equivalente, particularmente para resolver una ecuación.

## Ejemplos
Lo elemental
- a + 0 = a para cualquier elemento

{\displaystyle e^{i\pi }+1=0\;} 
relaciona de manera fundamentales 0; 1; i; π; y e. Esta identidad no relaciona variables sino únicamente constantes matemáticas.
La Identidad de Euler es un caso particular de otra identidad más general dada por la fórmula de Euler para ángulos distintos de pi.
En trigonometría, existen numerosas identidades que facilitan los cálculos. Por ejemplo,
{\displaystyle \sin ^{2}(x)+\cos ^{2}(x)=1}
es una identidad, cierta para cualquier número real o complejo {\displaystyle x}.
- Con funciones hiperbólicas

{\displaystyle {\cosh }^{2}{x}-{\sinh }^{2}{x}=1\,}

## Identidades notables
Algunas identidades algebraicas se denominan «notables» y facilitan los cálculos o la factorización de expresiones polinómicas.
Por ejemplo el producto notable {\displaystyle (a+b)^{2}=a^{2}+2ab+b^{2}}, que es cierto sean cuales sean los elementos {\displaystyle a} y {\displaystyle b} de un anillo conmutativo.

### Identidades aritméticas
Algunas de las identidades aritméticas más notables son la suma de términos de una progresión aritmética, entre la que se encuentra la suma de los n primeros números naturales (desde el 1 hasta n),
{\displaystyle 1+2+...+n={\frac {n(n+1)}{2}}}
las fórmulas de Faulhaber para la suma de las potencias de los primeros n números naturales o la suma de los cubos de tres números naturales consecutivos, cuyo valor es múltiplo de 9 
{\displaystyle n^{3}+(n+1)^{3}+(n+2)^{3}=9k\,}

## Identidades algebraicas
- La diferencia de cuadrados de dos cantidades cualesquiera es igual al producto de la suma de tales cantidades por la diferencia de las mismas cantidades.
- Factorización de la diferencia de cubos de dos variables:  {\displaystyle x^{3}-y^{3}=(x-y)(x^{2}+xy+y^{2})},  como el producto de la diferencia de las variables por el trinomio simétrico de segundo grado en dichas variables.

### Identidades trigonométricas
En la trigonometría circular
1. {\displaystyle \sin ^{2}\alpha +\cos ^{2}\alpha =1}
2. {\displaystyle \sec ^{2}\alpha =1+\tan ^{2}\alpha }
3. {\displaystyle \cos ^{2}\alpha -\sin ^{2}\alpha =\cos 2\alpha }
4. {\displaystyle \tan 2\alpha ={\frac {2\tan \alpha }{1-\tan ^{2}\alpha }}}

En trigonométrica hiperbólica
1. {\displaystyle \cosh ^{2}t-\sinh ^{2}t=1}
2. {\displaystyle \operatorname {sech} ^{2}t+\tanh ^{2}t=1}
3. {\displaystyle \tanh \ t={\frac {\sinh \ t}{\cosh \ t}}}
4. {\displaystyle (\cosh \ t\pm \sinh \ t)^{k}=\cosh \ kt\pm \sinh \ kt}; donde {\displaystyle k\in \mathbb {Z} ^{+}}. «Fórmula de Moivre».

### Identidades logarítmicas
Se exige que la base del sistema de logaritmos sea un número real positivo diferente de 1. Sólo tienen logaritmo los reales positivos, en este caso llamados “logaritmando”.
- {\displaystyle \log _{a}(xy)=\log _{a}x+\log _{a}y}. Producto en suma.
- {\displaystyle \log _{a}x={\frac {\log _{k}x}{\log _{k}a}}}. Cambio de base.